# 大草体

大草体（方正）

大草體原名狂草體，是一款模倣毛澤東書法的草書字體，由中國書法家李金鐸書寫，北京方正集團於2008年開發。它基於簡化字的GB2312標準（7412字），但由於草書恣意揮灑的特性，實際上簡體、繁體兼而有之。既保留了“毛體”書法原有的特點，如奔放的線條、強烈的動感，又保持了整體風格一致，筆形規範統一，具備意識性。
現在大草體多與毛澤東書法真跡一併應用於與毛澤東本人和中國共產黨相關文藝作品領域，如影視標題和黨慶活動中。